# Bunny Lake ist verschwunden
Bunny Lake ist verschwunden (Originaltitel: Bunny Lake is missing) ist ein britischer Spielfilm aus dem Jahr 1965. Der Kriminalfilm basiert auf dem Kriminalroman Wer weiß etwas von Bunny Lake? (Bunny Lake Is Missing) von Evelyn Piper.

## Handlung
Die Amerikanerin Ann Lake kommt mit ihrer vierjährigen Tochter Bunny nach London, um ihren Bruder Stephen zu besuchen. Stephen arbeitet hier als Journalist. Noch bevor sie Stephen trifft, bringt Ann ihre uneheliche Tochter in einem Kindergarten unter. Dort lernt sie jedoch nur die Köchin kennen. Als sie Bunny wieder abholen möchte, fehlt von dem Kind jede Spur. Auch die Köchin ist nicht mehr in dem Kindergarten beschäftigt. Niemand der Mitarbeiter hat je von Bunny etwas gesehen oder gehört. Verzweifelt wendet sich die Mutter an die Polizei. Inspector Newhouse übernimmt den mysteriösen Fall. Selbst in Anns Wohnung lässt sich keine Spur von dem Kind finden. Anns Bruder Stephen macht sich Sorgen um den Geisteszustand seiner Schwester. Er kann sich noch daran erinnern, dass seine Schwester als Kind ihre imaginäre Spielkameradin auch Bunny genannt hat. Als Ann jedoch eine Quittung für eine Reparaturwerkstatt für Puppen findet, glaubt sie ihrer Tochter wieder auf die Spur zu kommen. Sie fährt zu der Werkstatt und findet Bunnys Puppe. Jetzt meint sie, ein Beweisstück für die Existenz ihrer Tochter in den Händen zu halten. Doch bevor sie die Polizei davon in Kenntnis setzen kann, wird sie von ihrem Bruder Stephen niedergeschlagen. Stephen verbrennt die Puppe und bringt Ann in ein Krankenhaus. Als Ann aus dem Krankenhaus flieht, wird sie Zeuge, wie Stephen die bewusstlose Bunny aus dem Kofferraum seines Autos nimmt. Sie muss erkennen, dass nicht sie der Psychopath in der Familie ist, sondern ihr Bruder. Mit Geschichten aus der gemeinsamen Kindheit und Kinderspielen kann sie Stephen unter Kontrolle halten, bis die Polizei schließlich kommt und Stephen verhaftet.

## Hintergrund
Die Dreharbeiten fanden in London an Originalschauplätzen statt. Uraufgeführt wurde der Film am 3. Oktober 1965 in London. Er kam 1966 in die britischen und deutschen Kinos.

## Kritiken
„Solide, spannende Kriminalunterhaltung mit guten schauspielerischen Leistungen und einer überraschenden Aufklärung.“

## Auszeichnungen
Der Film erhielt 1967 zwei Nominierungen für den BAFTA Award in den Kategorien Bestes Szenenbild und Beste Kamera.